# Eduardo Galeano

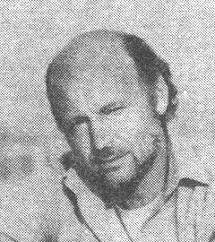
Eduardo Galeano (1984)

Eduardo Germán Hughes Galeano (3. září 1940 Montevideo – 13. dubna 2015 Montevideo) byl uruguayský novinář a spisovatel, jehož knihy byly přeloženy do řady jazyků.

## Život a dílo
Byl synem otce Eduarda Hughese Roosena a jeho ženy Licie Ester Galeano Muñoz. Po vojenském puči v Uruguayi v roce 1973 byl Galeano uvězněn a později byl donucen opustit zemi. Usadil se v Argentině, kde založil časopis o kultuře nazvaný Crisis.
Po krvavém vojenském puči v Argentině v roce 1976 musel znovu uprchnout, tentokrát do Španělska, kde napsal svou známou trilogii Memoria del fuego. V roce 1985 se vrátil do Montevidea, kde žil až do smrti.
Jeho nejznámějším dílem se stala levicově orientovaná esejistická kniha Otevřené žíly Latinské Ameriky (šp. Las venas abiertas de América Latina), poprvé vydaná roku 1971, kterou v roce 2009 na summitu amerických států předal osobně americkému prezidentu Barackovi Obamovi venezuelský prezident Hugo Chávez.